# Winthrop (Mondkrater)
Winthrop ist ein Geisterkrater auf der westlichen Mondvorderseite am westlichen Rand des Oceanus Procellarum, am westlichen Wall des zerstörten Kraters Letronne.
Der Krater wurde 1976 von der IAU nach dem US-amerikanischen Astronomen John Winthrop offiziell benannt.